# Plattjen

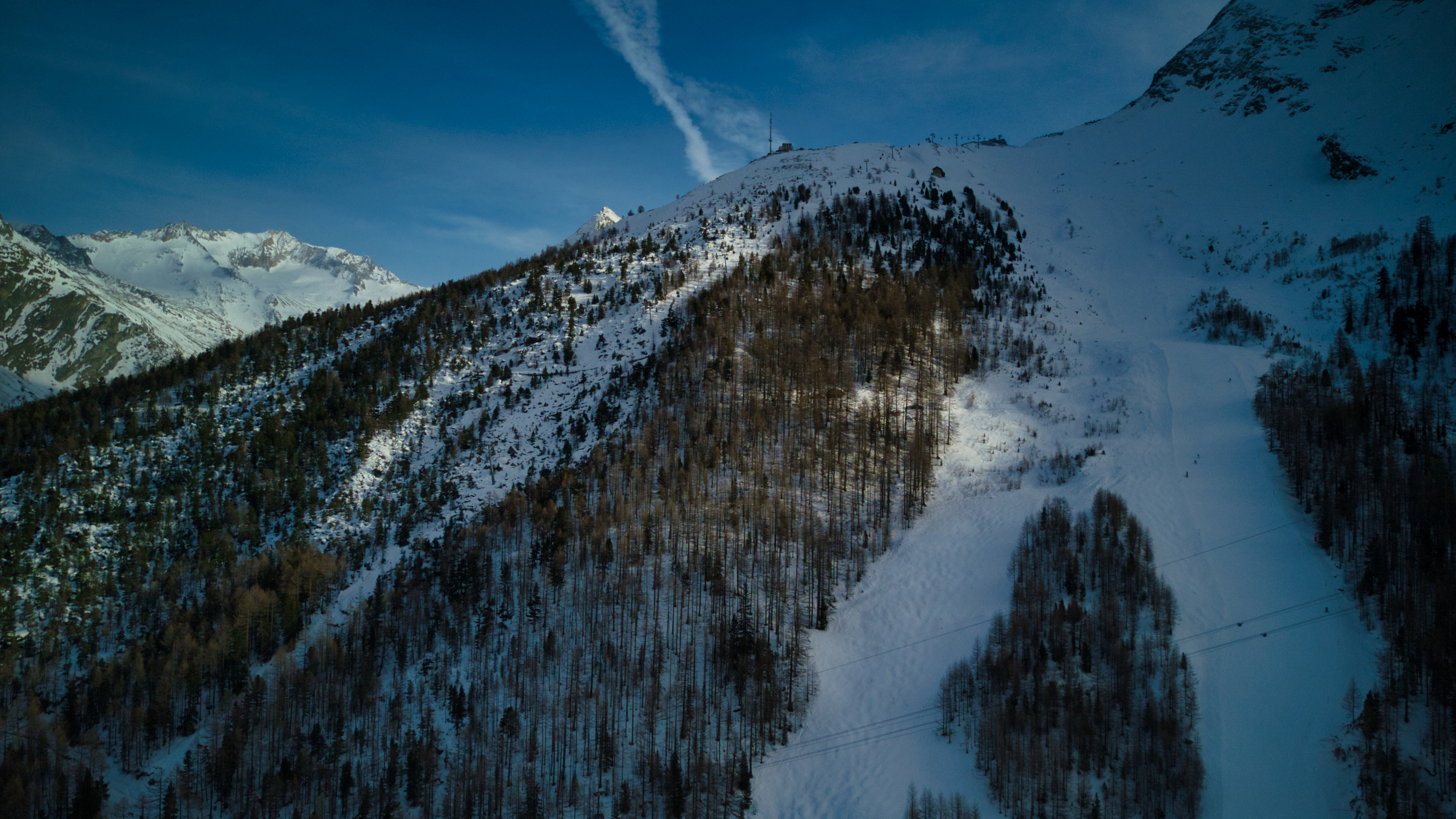
Plattjen mit Skipiste im Winter 2020.

Der Plattjen ist ein Berg oberhalb von Saas-Fee und Saas-Almagell. Mit einer Höhe von 2'571 m ü. M wird er von den anderen Bergen des Saastals deutlich überragt. Genau genommen stellt er nur eine kleinere Erhebung an der nördlichen Schulter des Egginer-Massivs dar. Bekannt ist er eher durch die auf seinen Gipfel führende Plattjenbahn.
Die Erhebung zeichnet sich durch seine schroffe Beschaffenheit aus. Auf größeren Flächen ragen Felsbrocken aus dem Boden, häufig mit Plattenform (siehe Bild). Daher leitet sich auch der Name ab. Aufgrund seiner geringeren Höhe und seiner Lage liegt er wettertechnisch sehr exponiert.

## Plattjenbahn
- Baujahr: 1963
- Umbau: 1999
- Höhenunterschied: 767 m
- Fahrzeit: 6,65 Min.
- Kabinenfolgezeit: 13,5 Sek.
- Fahrgeschwindigkeit: 5 m/s
- Antriebsstation: Berg
- Spannstation: Tal
- Anzahl Gondeln: 66
- Anzahl Stützen: 16
- Seildurchmesser: 45 mm

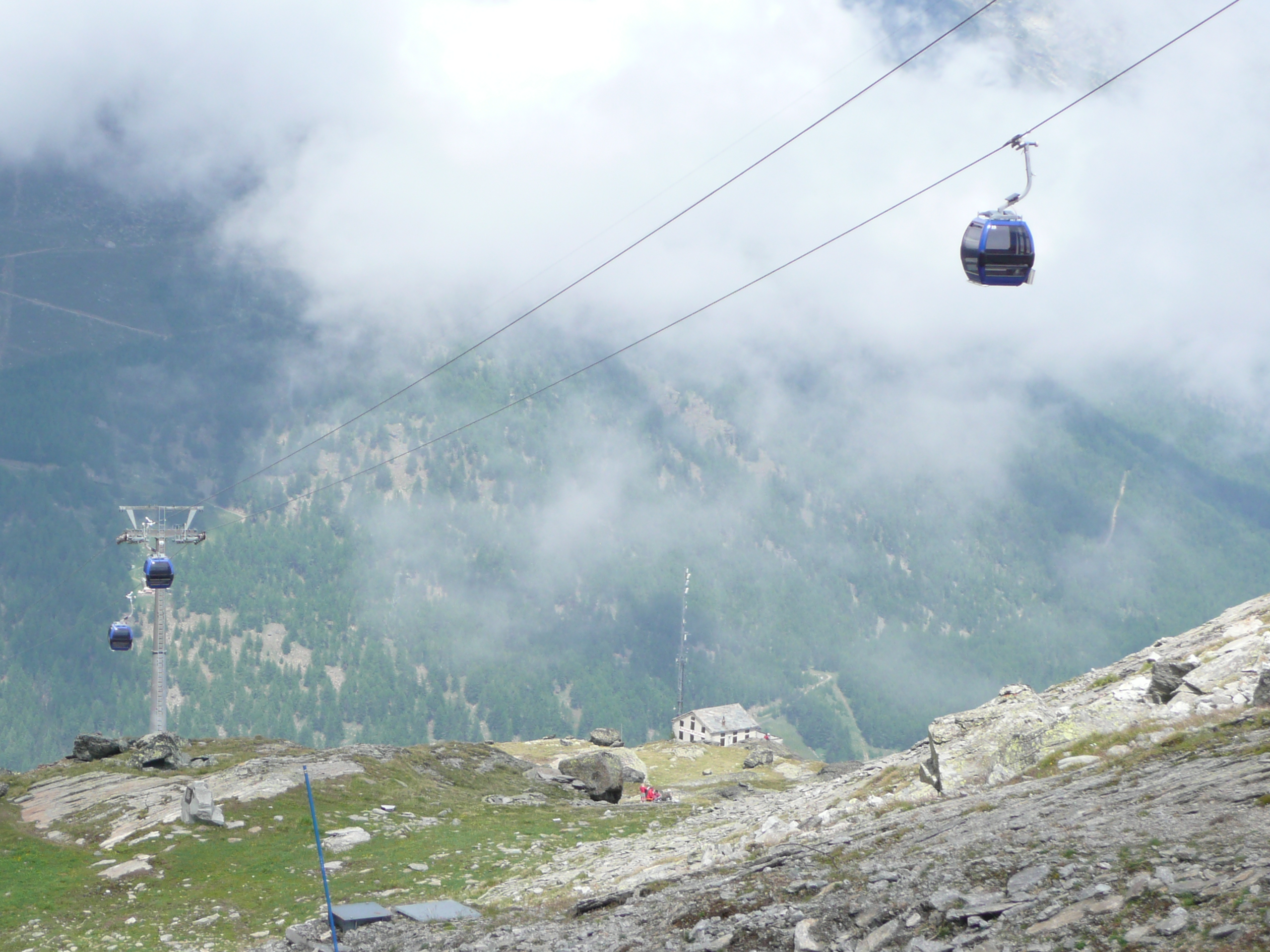
Seilbahn auf Plattjen mit Berghaus Plattjen

Im Jahr 1999 wurde die bis dahin durch ihre 2-Personenkabinen eher kapazitätsschwache Plattjenbahn aus dem Jahr 1963 umgebaut. Eine moderne Einseilumlaufbahn mit 6er-Gondelkabinen wurde innerhalb von 7 Monaten erstellt. Gleichzeitig nahm die Burgergemeinde die Gelegenheit wahr, auf dem Gebäude der bisherigen Bergstation ein Restaurant zu erstellen. Eine Beschneiungsanlage wurde im Jahre 1998 bis zur Bergstation installiert. Ein vormals im oberen Abschnitt existierender 2er-Sessellift wurde abgerissen. 
Mit lediglich dieser Seilbahn und – abgesehen vom Waldweg im unteren Teil – nur einer Abfahrt ist das Plattjen-Skigebiet das kleinste und mit 2'571 m niedrigste Skigebiet in Saas-Fee, durch seine Nord-Ost-Lage und im Schatten des 3'370 m hohen Egginer eher sonnenarm bietet es als Vorteile eine hohe Schneesicherheit und den Ausblick auf die Felswand von Dom (4'545 m), Täschhorn (4'491 m) und Lenzspitze (4'294 m).